# Coupe de la CEI de football
La Coupe de la CEI (russe : Кубок чемпионов Содружества, Кубок Содружества, Кубок чемпионов содружества стран СНГ и Балтии, translittérations : Koubok tchempionov Sodroujestva, Koubok Sodroujestva, Koubok tchempionov sodroujestva stran SNG i Balti) est une compétition annuelle de football créée en 1993 et disparue en 2016.
De sa création à 2011, elle oppose les clubs champions de pays membres de la Communauté des États indépendants (CEI) ainsi que les clubs champions en Estonie, Lettonie et Lituanie. Vers la fin des années 2000, la Coupe a vu la participation de clubs d'autres pays d'Europe tels que la Serbie et la Finlande.
La Coupe oppose les sélections nationales de jeunes de la CEI de 2012 à sa disparition en 2016.

## Histoire
La première édition de la Coupe de la CEI se déroule en 1993 avec les clubs champions des championnats de la CEI ainsi que de ceux des trois pays baltes.
L'Ukraine boycotte les deux premières éditions, avant de rejoindre cette Coupe en 1995.

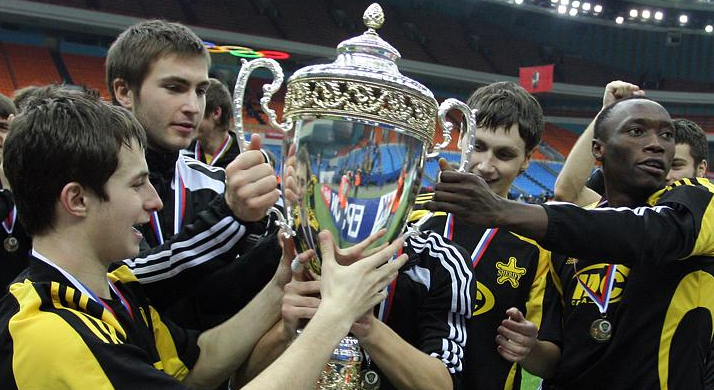
Le Sheriff Tiraspol, vainqueur de la Coupe de la CEI 2009.

## Palmarès
| Saison | Vainqueur                | Score         | Finaliste             |
| ------ | ------------------------ | ------------- | --------------------- |
| 1993   | Spartak Moscou           | 8-0           | Dynamo Minsk          |
| 1994   | Spartak Moscou           | 7-0           | Neftchi Ferghana      |
| 1995   | Spartak Moscou           | 5-1           | Dinamo Tbilissi       |
| 1996   | Dynamo Kiev              | 1-0           | Alania Vladikavkaz    |
| 1997   | Dynamo Kiev              | 3-2           | Spartak Moscou        |
| 1998   | Dynamo Kiev              | 1-0           | Spartak Moscou        |
| 1999   | Spartak Moscou           | 2-1           | Dynamo Kiev           |
| 2000   | Spartak Moscou           | 3-0           | FC Zimbru Chișinău    |
| 2001   | Spartak Moscou           | 2-1           | Skonto Riga           |
| 2002   | Dynamo Kiev              | 4-3           | Spartak Moscou        |
| 2003   | FC Sheriff Tiraspol      | 2-1           | Skonto Riga           |
| 2004   | Dinamo Tbilissi          | 3-1           | Skonto Riga           |
| 2005   | Lokomotiv Moscou         | 2-1           | FK Neftchi Bakou      |
| 2006   | FK Neftchi Bakou         | 4-2           | FBK Kaunas            |
| 2007   | Pakhtakor Tachkent       | 0-0 (9-8 tab) | FK Ventspils          |
| 2008   | FK Khazar Lankaran       | 4-3           | Pakhtakor Tachkent    |
| 2009   | FC Sheriff Tiraspol      | 0-0 (5-4 tab) | FK Aktobe             |
| 2010   | FK Rubin Kazan           | 5-2           | FK Aktobe             |
| 2011   | FK Inter Bakou           | 0-0 (6-5 tab) | Chakhtior Salihorsk   |
| 2012   | Russie (-21 ans)         | 2-0           | Biélorussie (-19 ans) |
| 2013   | Russie (-21 ans)         | 4-2           | Ukraine (-21 ans)     |
| 2014   | Ukraine (-21 ans)        | 4-0           | Russie (-21 ans)      |
| 2015   | Afrique du Sud (-21 ans) | 2-1           | Finlande (-21 ans)    |
| 2016   | Russie (-21 ans)         | 4-2           | Moldavie (-21 ans)    |

## Bilans

### Par équipe
| Équipe                   | Titres                            | Finales            |
| ------------------------ | --------------------------------- | ------------------ |
| Spartak Moscou           | 6 (1993,1994,1995,1999,2000,2001) | 3 (1997,1998,2002) |
| Dynamo Kiev              | 4 (1996,1997,1998,2002)           | 1 (1999)           |
| Russie (-21 ans)         | 3 (2012, 2013, 2016)              | 1 (2014)           |
| Sheriff Tiraspol         | 2 (2003, 2009)                    | 1 (2016)           |
| Dinamo Tbilissi          | 1 (2004)                          | 1 (1995)           |
| FK Neftchi Bakou         | 1 (2006)                          | 1 (2005)           |
| Pakhtakor Tachkent       | 1 (2007)                          | 1 (2008)           |
| Ukraine (-21 ans)        | 1 (2014)                          | 1 (2013)           |
| Afrique du Sud (-21 ans) | 1 (2015)                          |                    |
| Lokomotiv Moscou         | 1 (2005)                          |                    |
| FK Khazar Lankaran       | 1 (2008)                          |                    |
| FK Rubin Kazan           | 1 (2010)                          |                    |
| FK Inter Bakou           | 1 (2011)                          |                    |
| Skonto Riga              |                                   | 3 (2001,2003,2004) |
| FK Aktobe                |                                   | 2 (2009, 2010)     |
| FBK Kaunas               |                                   | 1 (2006)           |
| Dynamo Minsk             |                                   | 1 (1993)           |
| Neftchi Ferghana         |                                   | 1 (1994)           |
| Alania Vladikavkaz       |                                   | 1 (1996)           |
| Zimbru Chişinău          |                                   | 1 (2000)           |
| FK Ventspils             |                                   | 1 (2007)           |
| Chakhtior Salihorsk      |                                   | 1 (2011)           |
| Biélorussie (-19 ans)    |                                   | 1 (2012)           |
| Finlande (-19 ans)       |                                   | 1 (2015)           |

### Par pays
| Équipe         | Titres | Finales |
| -------------- | ------ | ------- |
| Russie         | 11     | 5       |
| Ukraine        | 5      | 2       |
| Azerbaïdjan    | 3      | 1       |
| Moldavie       | 2      | 2       |
| Ouzbékistan    | 1      | 2       |
| Géorgie        | 1      | 1       |
| Afrique du Sud | 1      |         |
| Lettonie       |        | 4       |
| Biélorussie    |        | 3       |
| Kazakhstan     |        | 2       |
| Lituanie       |        | 1       |
| Finlande       |        | 1       |

## Meilleurs buteurs

### Meilleurs buteurs de la compétition
| Rang | Joueur                                                               | Buts |
| ---- | -------------------------------------------------------------------- | ---- |
| 1    | Vladimir Bestchastnykh (Spartak Moscou)                              | 20   |
| 2    | Egor Titov (Spartak Moscou)                                          | 18   |
| 3    | Valeri Ketchinov (Pakhtakor Tachkent et Spartak Moscou)              | 17   |
| *    | Mihails Miholaps (Skonto Riga)                                       | 17   |
| 5    | Mikhaïl Kavelashvili (Dinamo Tbilissi et Spartak-Alania Vladikavkaz) | 14   |
| *    | Luis Robson (Spartak Moscou)                                         | 14   |
| 7    | Andreï Tikhonov (Spartak Moscou)                                     | 13   |
| 8    | Valentin Belkevich (Dynamo Minsk & Dynamo Kiev)                      | 12   |
| *    | Andriy Chevtchenko (Dynamo Kiev)                                     | 12   |
| 10   | Gela Inalishvili (Dinamo Tbilissi)                                   | 11   |
| *    | Anatoli Kanichtchev (Spartak-Alania Vladikavkaz et Spartak Moscou)   | 11   |
| *    | Mihails Zemļinskis (Skonto Riga)                                     | 11   |

### Meilleurs buteurs par saison
| Rang | Joueur | Buts |
| ---- | --- | ---- |
| 1993 | Shota Arveladze (Dinamo Tbilissi) | 5    |
| 1994 | Vladimir Beschastnykh (Spartak Moscou) | 10   |
| 1995 | Ilia Tsymbalar (Spartak Moscou) | 6    |
| 1996 | Vladimir Makovsky (Dynamo Minsk) | 5    |
| 1997 | Andreï Tikhonov (Spartak Moscou), Andriy Shevchenko (Dinamo Kiev) | 6    |
| 1998 | Anatoliy Kanischev (Spartak Moscou) | 8    |
| 1999 | Mikhail Mikholap (Skonto Riga) | 7    |
| 2000 | Vladimirs Koļesņičenko (Skonto Riga), Luis Robson (Spartak Moscou), Yegor Titov (Spartak Moscou)                                                                         | 5    |
| 2001 | Mikhaïl Ashvetia (Torpedo Koutaïssi), Jafar Irismetov (Spartak Moscou), Marcao (Spartak Moscou), Valery Stripeikis (FK Slaviya Mozyr), Roman Vasilyuk (FK Slaviya Mozyr) | 4    |
| 2002 | Vladimir Beschastnykh (Spartak Moscou) | 7    |
| 2003 | Cristian Tudor (Sheriff Tiraspol) | 9    |
| 2004 | Vitaly Daraselia Jr. (Dinamo Tbilissi) | 6    |
| 2005 | Giorgi Adamia (FK Neftchi Bakou) | 6    |
| 2006 | Evhen Seleznyov (FC Shakhtar Donetsk) | 5    |
| 2007 | Server Djeperov (Pakhtakor Tachkent), Vitali Rodionov (BATE Borissov) | 4    |
| 2008 | Uladzimir Yurchanka (Zénith Saint-Pétersbourg) | 4    |
| 2009 | Ibrahim Rabimov (Regar-TadAZ Tursunzoda), Vīts Rimkus (FK Ventspils), Alexandr Erokhin (Sheriff Tiraspol)                                                                | 4    |
| 2010 | Emil Kenzhesariev (FC Aktobe-Lento) | 4    |
| 2011 | Ģirts Karlsons (FK Inter Bakou) | 4    |
| 2012 | Sardar Azmoun (Iran -20 ans) | 7    |
| 2013 | Andreï Panioukov (Russie -21 ans) | 6    |
| 2014 | Ruslan Bolov (Russie -21 ans), Roman Murtazayev (Kazakhstan -21 ans) | 7    |
| 2015 | Aleksey Yevseyev (Russie -21 ans) | 5    |
| 2016 | Mikhail Zhabkin (Russie -21 ans) | 3    |

## Records
- La plus large victoire dans cette compétition eut lieu en 1998, lorsque le Spartak Moscou (Russie) a battu le Vakhsh Qurghonteppa (Tadjikistan) 19-0[1],[7].
- Le joueur ayant joué le plus de matches est Mihails Zemļinskis du Skonto Riga avec 46 matchs joués[1].
- Oleksandr Holovko du Dynamo Kiev et Dmitri Khlestov du Spartak Moscou détiennent le record de titres gagnés par un joueur avec quatre coupes[1].
- Le plus grand nombre de titres gagnés d'affilée par un club est de trois. Les clubs détenant ce record sont le Spartak Moscou (de 1993 à 1995, et de 1999 à 2001) et le Dynamo Kiev (de. 1996, à 1998).